# مايك تولى
مايك تولى (بالإنجليزية: Mike Tully) هو منافس ألعاب قوى أمريكي، ولد في 21 أكتوبر 1956 في لونغ بيتش في الولايات المتحدة.

## وصلات خارجية
- مايك تولى على موقع الاتحاد الدولي لألعاب القوى (الإنجليزية)
- مايك تولى على موقع اللجنة الأولمبية الدولية (الإنجليزية)
- مايك تولى على موقع أوليمبيديا (الإنجليزية)